# Йоасаф I Кока
Йоасаф I Кока (на гръцки: на старогръцки: Ιωάσαφ Α΄ Κόκκας) е Вселенски патриарх от 1 април 1462 г. до 10 април 1463 г. Братовчед на Вели Махмуд паша.
Остава в историята с това че убеждава управляващата династия на Великите Комнини да се предаде на Мехмед II Фатих. Свален след като в Одрин Давид II Велики Комнин е арестуван на 26 март 1463 г. 
Изпратен в почетно изгнание в Анхиало.